# Letschchumi

Historische Region Letschchumi in Georgien

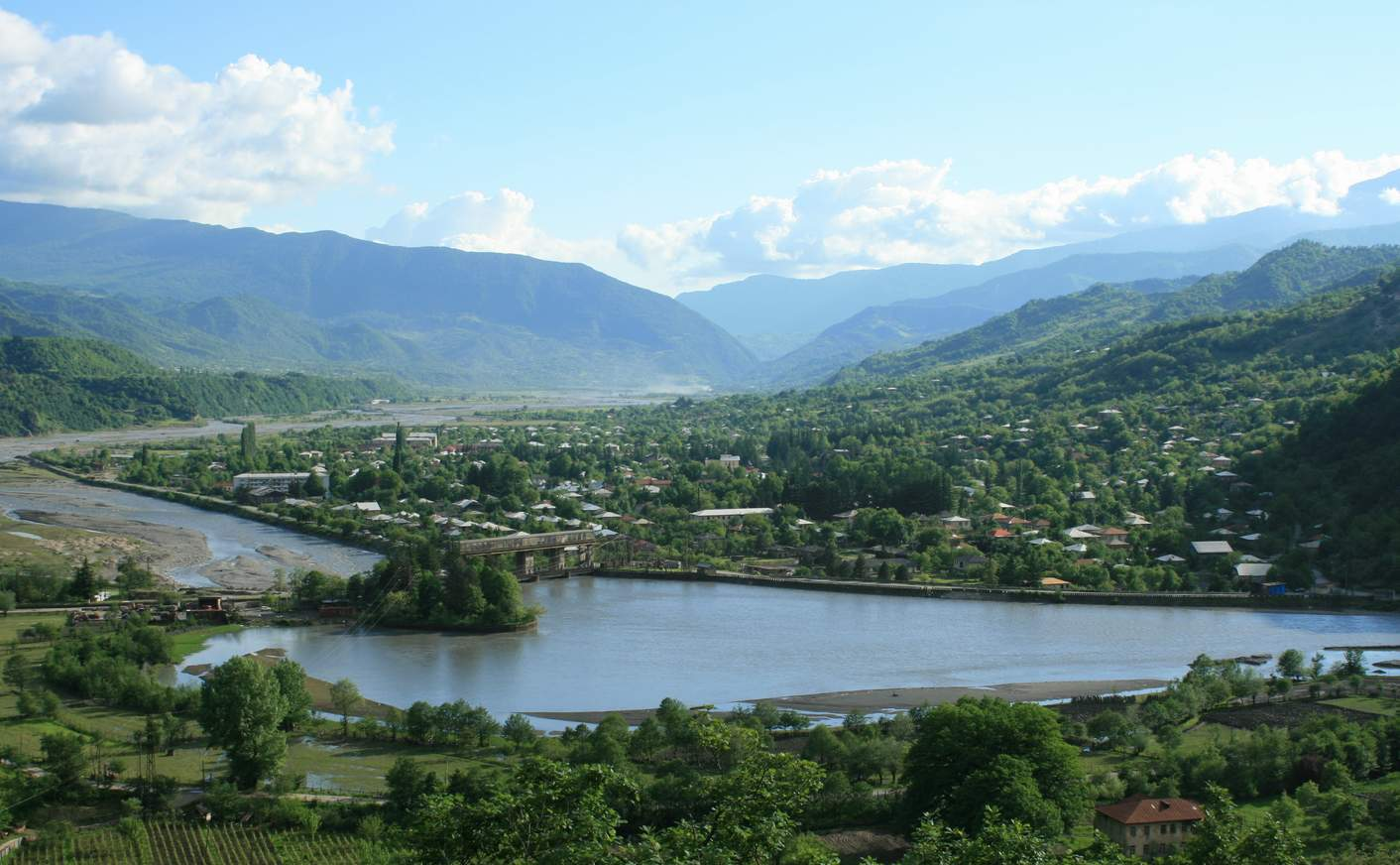
Stadt Zageri und typische Landschaft von Letschchumi

Letschchumi (georgisch ლეჩხუმი, lɛt͡ʃχʊmɪ) ist eine historisch-geografische Region im westlichen Georgien. Sie umschloss hauptsächlich das Gebiet der heutigen Munizipalität Zageri und auch einige Teile der Munizipalitäten Zqaltubo und Ambrolauri. Im Westen wurde Letschchumi von Mingrelien mit dem Aschi-Gebirge (georgisch ასხი, asχɪ), im Norden von Swanetien durch das Letschchumi-Gebirge, im Osten von Ratscha durch den Fluss Askiszqali, Rioni und das Tawschawa-Gebirge und im Süden von Imeretien durch den Fluss Lechidari und den Chwamli-Berg (Auch Chomli genannt) begrenzt.
Die ältesten Reste menschlicher Siedlungen in Letschchumi stammen aus der Jungsteinzeit. Es gibt auch mehrere archäologische Funde aus der späten Bronzezeit. In der Antike scheint das Gebiet von Letschchumi schon dicht besiedelt gewesen zu sein.
In den älteren georgischen Dokumenten wird die Region mit dem Namen Sarkine (georgisch სარკინე) bezeichnet, was georgisch „die Region des Eisens“ bedeutet. In den nichtgeorgischen Quellen taucht das Gebiet als eine Region innerhalb des Königreichs Lasika erst im 6. Jahrhundert bei Prokopios von Caesarea unter dem Namen Scymnia auf. Verwaltungszentrum Letschchumis war ursprünglich Zageri, Sitz des lokalen Herrschers, des Eristawi. Im 10. Jahrhundert wurde Letschchumi aufgelöst und auf die Fürstentümer Takweri, Ratscha und Okriba aufgeteilt. Später erscheint Letschchumi wieder als eine unabhängige Verwaltungsregion innerhalb des Königreichs Georgien. Seit dieser Zeit wurde die Siedlung Lailaschi wichtigste Handels- und Wirtschaftszentrum der Region. Nach dem Zerfall des vereinigten georgischen Königreichs wurde Letschchumi dem neuentstandenen Königreich Imeretien untergeordnet. Seit der zweiten Hälfte des 17. Jahrhunderts entstand ein Streben nach Unabhängigkeit von Imeretien. In dieser Zeit tritt ein neuer Herrscher mit dem Titel „Letschchumis Tawi“ auf (deutsch „Oberhaupt von Letschchumi“). Im Kampf für die Unabhängigkeit hatte die Feudalfamilie Inassaridse einen gewissen Erfolg, danach herrschte in der Region Familie Tschikowani. 1714 wurde Beschan Dadiani (georgisch ბეჟან დადიანი), Fürst von Odischi, „Herr von Letschchumi“ und ordnete das Gebiet dem Fürstentum Odischi (Mingrelien) unter. In den letzten Jahren des 18. Jahrhunderts versuchte der imeretische König Solomon II erfolglos, Letschchumi wieder zu erobern. Nach der Eroberung Mingreliens durch das Russische Kaiserreich entstand die Verwaltungsregion Ujesd Letschchumi.